# Onorato II di Savoia-Villars
Onorato II di Savoia (4 giugno 1511 – Le Grand-Pressigny, 20 settembre 1580) è stato un condottiero italiano.
Conte di Tenda, era figlio di Renato di Savoia, conte di Villars (1468 – 1525), detto il Bastardo di Savoia, capostipite del ramo dei Savoia-Villars, e di Anna Lascaris di Tenda (1487 – 1554).

## Biografia
Cresciuto alla corte di Francia, egli accompagnò nel 1552 Enrico II nel suo viaggio in Lorena e l'anno seguente soccorse la città di Hesdin, assediata dal principe di Piemonte nel quadro delle guerre d'Italia.
Il 12 agosto del 1557 partecipò alla battaglia di San Quintino nella quale rimase ferito, il che non gli impedì di soccorrere la città di Corbie assediata dagli spagnoli di Carlo V.
Accompagnò poi il re Carlo IX tra il 1564 ed il 1566 nel giro della Francia che la regina madre Caterina de' Medici volle far compiere al figlio affinché conoscesse il proprio regno, e fosse conosciuto dai sudditi. Partecipò quindi all'Assemblea dei Grandi di Francia tenutasi a Moulins.
Egli pose molto zelo nel combattere gli ugonotti, partecipando alle battaglie di Saint-Denis (10 novembre 1567) e di Moncontour (3 ottobre 1569) e ricevendo nel 1571, come ricompensa da parte del re, la nomina a maresciallo di Francia. Nel 1572 fu nominato anche Ammiraglio di Francia e dei Mari del Levante.
Nominato luogotenente generale del re in Guienna, condusse la repressione contro gli ugonotti nel 1573.
Nel 1578 si dimise dalla carica di ammiraglio di Francia in favore del genero Carlo di Lorena, duca di Mayenne.
Il 1º gennaio 1579 il re Enrico III gli conferì l'onorificenza di cavaliere dell'Ordine dello Spirito Santo.
Con la sua morte la gestione della Contea di Tenda passò direttamente al suo cugino Duca di Savoia.

## Matrimonio e discendenza

Stemma di Onorato di Savoia.

Nel 1540 Onorato sposò Jeanne de Foix (†1542), dalla quale ebbe una sola figlia,
- Enrichetta di Savoia-Villars (1541 – 1611), che si sposò tre volte:
  - nel 1557 con Giovanni IX di Créquy (1535 – 1557), senza figli;
  - nel 1559 con Melchior des Prez (1525 – 1564) dal quale ebbe otto figli;
  - nel 1576 con Carlo di Lorena, duca di Mayenne (1554 – 1611), dal quale ebbe quattro figli, tra i quali Caterina di Lorena (1585 – 1618), andata sposa a Carlo I di Gonzaga-Nevers.

## Ascendenza
|                                         |   |                   | Genitori            |  |  | Nonni |  |  | Bisnonni           |  |  | Trisnonni             |  |
|                                         |   |                   |                     |  |  |       |  |  | Ludovico di Savoia |  |  | Amedeo VIII di Savoia |  |
|                                         |   |                   |                     |  |  |       |  |  | Ludovico di Savoia |  |  | Amedeo VIII di Savoia |  |
|                                         |   | Maria di Borgogna |                     |  |  |       |  |  | Ludovico di Savoia |  |  |                       |  |
| Filippo II di Savoia                    |   |                   |                     |  |  |       |  |  | Ludovico di Savoia |  |  |                       |  |
|                                         |   | Anna di Cipro     | Giano di Cipro      |  |  |       |  |  |                    |  |  |                       |  |
|                                         |   | Anna di Cipro     | Giano di Cipro      |  |  |       |  |  |                    |  |  |                       |  |
|                                         |   | Anna di Cipro     | Carlotta di Borbone |  |  |       |  |  |                    |  |  |                       |  |
| Renato di Savoia-Villars                |   | Anna di Cipro     |                     |  |  |       |  |  |                    |  |  |                       |  |
|                                         |   | …                 | …                   |  |  |       |  |  |                    |  |  |                       |  |
|                                         |   | …                 | …                   |  |  |       |  |  |                    |  |  |                       |  |
|                                         |   | …                 | …                   |  |  |       |  |  |                    |  |  |                       |  |
| Libera Portoneri                        |   | …                 |                     |  |  |       |  |  |                    |  |  |                       |  |
|                                         |   | …                 | …                   |  |  |       |  |  |                    |  |  |                       |  |
|                                         |   | …                 | …                   |  |  |       |  |  |                    |  |  |                       |  |
|                                         |   | …                 | …                   |  |  |       |  |  |                    |  |  |                       |  |
| Onorato II di Savoia-Villars            |   | …                 |                     |  |  |       |  |  |                    |  |  |                       |  |
|                                         | … | …                 |                     |  |  |       |  |  |                    |  |  |                       |  |
|                                         | … | …                 |                     |  |  |       |  |  |                    |  |  |                       |  |
|                                         | … | …                 |                     |  |  |       |  |  |                    |  |  |                       |  |
| Gian Antonio II Lascaris di Ventimiglia | … |                   |                     |  |  |       |  |  |                    |  |  |                       |  |
|                                         |   | …                 | …                   |  |  |       |  |  |                    |  |  |                       |  |
|                                         |   | …                 | …                   |  |  |       |  |  |                    |  |  |                       |  |
|                                         |   | …                 | …                   |  |  |       |  |  |                    |  |  |                       |  |
| Anna Lascaris                           |   | …                 |                     |  |  |       |  |  |                    |  |  |                       |  |
|                                         |   | …                 | …                   |  |  |       |  |  |                    |  |  |                       |  |
|                                         |   | …                 | …                   |  |  |       |  |  |                    |  |  |                       |  |
|                                         |   | …                 | …                   |  |  |       |  |  |                    |  |  |                       |  |
| Isabella d'Anglure                      |   | …                 |                     |  |  |       |  |  |                    |  |  |                       |  |
|                                         |   | …                 | …                   |  |  |       |  |  |                    |  |  |                       |  |
|                                         |   | …                 | …                   |  |  |       |  |  |                    |  |  |                       |  |
|                                         |   | …                 | …                   |  |  |       |  |  |                    |  |  |                       |  |
|                                         |   | …                 |                     |  |  |       |  |  |                    |  |  |                       |  |